# Botryobasidium
Botryobasidium is een geslacht van schimmels behorend tot de familie Botryobasidiaceae. Het lectotype is  Botryobasidium subcoronatum. Het is een geslacht van corticioïde schimmels waarvan de vruchtlichamen een opmerkelijk los hymenium vormen, dat wordt gevormd door hyfen die zich haaks vertakken als kandelaars. De basidia dragen gewoonlijk meer dan vier (maximaal acht) sporen. Veel soorten vormen ook aseksuele, anamorfe stadia. Het zijn verre verwanten van de cantharel (orde Cantharellales).

## Kenmerken
De vruchtlichamen zijn resupinaat, dun, schilferig, spinnenwebachtig of fijnkorrelig onder een vergrootglas en vormen geen volledig glad oppervlak.
Ze hebben een monomitisch hyfensysteem. De hyfen zijn over het algemeen breder dan 8 µm, slechts zeer los geweven en opvallend haaks vertakt. De basale hyfen nabij het substraat zijn min of meer duidelijk dikwandig.
De basidia worden gevormd in kleine plukjes kandelaarachtige hyfen. Jong zijn ze bijna halfbolvormig tot afgeknot ellipsvormig (vanwege het rechte septum), later langwerpig, subcilindrisch en soms enigszins ingesnoerd in het midden. De basidia dragen tot acht sporen. Nadat de sporen zijn afgestoten en de vruchtlichamen zijn opgedroogd, storten de basidia in, waardoor het moeilijk wordt om gedroogde monsters te identificeren.
De sporen zijn meestal glad, maar bij enkele soorten kunnen ze ook wrattenachtig (bijv. bij Botryobasidium asperulum) of stekelig (bijv. bij Botryobasidium isabellinum) geornamenteerd zijn. Ze zijn kleurloos hyaliene, inamyloïde en ellipsoïde tot bootvormig (of citroenvormig), zeldzamer bolvormig. Een secundaire, zich herhalende spore-ontkieming komt niet voor.
Hymeniale cystidia kunnen voorkomen, maar zijn meestal afwezig.
Sommige soorten verschijnen ook als een anamorf stadium (type Oidium en Haplotrichum).

## Ecologie en verspreiding
De manier van leven is onduidelijk. Veel soorten komen voor op dood hout, ook in de lucht zonder direct bodemcontact van het vruchtlichaam, suggereert een saprobe levenswijze. Aan de andere kant ontwikkelen verwante geslachten zoals knotszwammen (Clavulina) en Hydnum ectomycorrhizae. Soorten van het verwante geslacht Ceratobasidium daarentegen staan bekend als symbionten van orchideeën (orchideeënmycorrhiza) en zijn tegelijkertijd ook deels fytopathogeen]. Botyobasidium- soorten zijn ook geïdentificeerd als mycobionts in het orchideeëngeslacht Apostasia.

## Soorten
Volgens Index Fungorum bevat het geslacht 77 soorten (peildatum maart 2023):
| Soortnaam                                           | Auteur(s)                                          | Publicatiejaar |
| --------------------------------------------------- | -------------------------------------------------- | -------------- |
| Botryobasidium album                                | (Dastur) Venkatar.                                 | 1950           |
| Botryobasidium ampullatum                           | Gilb. & Hemmes                                     | 1997           |
| Botryobasidium ansosum                              | (H.S. Jacks. & D.P. Rogers) Parmasto               | 1968           |
| Botryobasidium arachnoideum                         | G. Langer                                          | 1994           |
| Botryobasidium armeniacum                           | (Berk. & M.A. Curtis) G. Langer                    | 2021           |
| Botryobasidium asperulum                            | (D.P. Rogers) Boidin                               | 1970           |
| Botryobasidium asterosporum                         | G. Langer                                          | 1994           |
| Botryobasidium aureum (Geel trosvlies)              | Parmasto                                           | 1965           |
| Botryobasidium baicalinum                           | Kotir. & Ryvarden                                  | 2007           |
| Botryobasidium bananisporum                         | Boidin                                             | 1970           |
| Botryobasidium bisporum                             | (Boidin & Gilles) G. Langer                        | 1994           |
| Botryobasidium bondarcevii                          | (Parmasto) G. Langer                               | 1994           |
| Botryobasidium candicans (Spinnenwebtrosvlies)      | J. Erikss.                                         | 1958           |
| Botryobasidium capitatum                            | (Link) Rossman & W.C. Allen                        | 2016           |
| Botryobasidium caribense                            | (Hol.-Jech.) G. Langer                             | 2021           |
| Botryobasidium chilense                             | Hol.-Jech.                                         | 1980           |
| Botryobasidium conspersum (Grijswit trosvlies)      | J. Erikss.                                         | 1958           |
| Botryobasidium croceum                              | Lentz                                              | 1967           |
| Botryobasidium curtisii                             | Hallenb.                                           | 1978           |
| Botryobasidium danicum (Langsporig trosvlies)       | J. Erikss. & Hjortstam                             | 1969           |
| Botryobasidium digitatum                            | (D.P. Rogers) G. Langer                            | 1994           |
| Botryobasidium ellipsosporum (Goudstoftrosvlies)    | Hol.-Jech.                                         | 1969           |
| Botryobasidium elongatum                            | (Linder) G. Langer                                 | 2021           |
| Botryobasidium flavescens                           | (Bonord.) D.P. Rogers                              | 1935           |
| Botryobasidium fodinarum                            | (P.H.B. Talbot & V.C. Green) Boidin                | 1970           |
| Botryobasidium fusisporum                           | Duhem & Buyck                                      | 2017           |
| Botryobasidium gracile                              | (Hol.-Jech.) G. Langer                             | 2021           |
| Botryobasidium grandinioides                        | Hallenb.                                           | 1978           |
| Botryobasidium grandisporum                         | G. Langer                                          | 1994           |
| Botryobasidium granulatum                           | (Bref.) Donk                                       | 1931           |
| Botryobasidium indicum                              | (P.N. Singh & S.K. Singh) R. Kirschner & G. Langer | 2021           |
| Botryobasidium intertextum                          | (Schwein.) Jülich & Stalpers                       | 1980           |
| Botryobasidium isabellinum                          | (Fr.) D.P. Rogers                                  | 1935           |
| Botryobasidium lacinisporum                         | G. Langer                                          | 1994           |
| Botryobasidium laeve (Kleinsporig trosvlies)        | (J. Erikss.) Parmasto                              | 1965           |
| Botryobasidium laevisporum                          | (Cooke) G. Langer                                  | 2021           |
| Botryobasidium latisporum                           | (N. Maek.) G. Langer                               | 1994           |
| Botryobasidium lembosporum                          | (D.P. Rogers) Donk                                 | 1958           |
| Botryobasidium longisporum                          | G. Langer                                          | 1994           |
| Botryobasidium magnisporum                          | (Linder) G. Langer                                 | 2021           |
| Botryobasidium medium                               | J. Erikss.                                         | 1958           |
| Botryobasidium morganii                             | (Linder) G. Langer                                 | 2021           |
| Botryobasidium musisporum                           | G. Langer                                          | 2000           |
| Botryobasidium obtusisporum (Stompsporig trosvlies) | J. Erikss.                                         | 1958           |
| Botryobasidium olivaceum                            | Boidin & Gilles                                    | 1982           |
| Botryobasidium ovalisporium                         | (Linder) G. Langer                                 | 2021           |
| Botryobasidium pandani                              | Boidin & Gilles                                    | 1982           |
| Botryobasidium parmastoi                            | (G. Langer) G. Langer                              | 2021           |
| Botryobasidium parvisetosum                         | Boidin & Gilles                                    | 1988           |
| Botryobasidium perseae                              | (R.F. Castañeda) G. Langer                         | 2021           |
| Botryobasidium piliferum                            | Boidin & Gilles                                    | 1982           |
| Botryobasidium pilosellum                           | J. Erikss.                                         | 1958           |
| Botryobasidium ponderosum                           | M.J. Larsen                                        | 1996           |
| Botryobasidium pruinatum (Berijpt trosvlies)        | (Bres.) J. Erikss.                                 | 1958           |
| Botryobasidium pulchrum                             | (Berk.) G. Langer                                  | 2021           |
| Botryobasidium pulveraceum                          | (Ellis) G. Langer                                  | 2021           |
| Botryobasidium ramosissimum                         | (Berk. & M.A. Curtis) G. Langer                    | 2021           |
| Botryobasidium robustius                            | Pouzar & Hol.-Jech.                                | 1967           |
| Botryobasidium rubiginosum                          | (Fr.) Rossman & W.C. Allen                         | 2016           |
| Botryobasidium sassofratinoense                     | Bernicchia & G. Langer                             | 2010           |
| Botryobasidium simile                               | Pouzar & Hol.-Jech.                                | 1969           |
| Botryobasidium sordidulum                           | Boidin & Gilles                                    | 1982           |
| Botryobasidium sphaericosporum                      | Boidin, Cand. & Lanq.                              | 1989           |
| Botryobasidium sphaerosporum                        | (Linder) G. Langer                                 | 2021           |
| Botryobasidium stigmatisporum                       | Boidin & Gilles                                    | 1988           |
| Botryobasidium subalbidum                           | Ginns                                              | 1988           |
| Botryobasidium subbotryosum                         | S.S. Rattan                                        | 1977           |
| Botryobasidium subcoronatum (Gespentrosvlies)       | (Höhn. & Litsch.) Donk                             | 1931           |
| Botryobasidium sublaeve                             | G. Langer                                          | 1994           |
| Botryobasidium tenerum                              | (Sumst.) G. Langer                                 | 2021           |
| Botryobasidium triangulisporum                      | Duhem & Buyck                                      | 2017           |
| Botryobasidium tuberculisporum                      | G. Langer                                          | 1994           |
| Botryobasidium tubulicystidium                      | G. Langer                                          | 1994           |
| Botryobasidium vagum (Grootsporig trosvlies)        | (Berk. & M.A. Curtis) D.P. Rogers                  | 1935           |
| Botryobasidium verrucisporum                        | (Burds. & Gilb.) G. Langer                         | 1994           |
| Botryobasidium vesiculosum                          | (Linder) G. Langer                                 | 2021           |
| Botryobasidium yutajense                            | Hjortstam & Ryvarden                               | 2005           |